# Temná aréna
Temná aréna (v originále The Dark Arena, 1955) je první román amerického spisovatele Maria Puza. Česky kniha vyšla v překladu Františka Jungwirtha poprvé v roce 1980 v nakladatelství Československý spisovatel a dále v letech 1994 v nakladatelství Mustang a v roce 2004 v nakladatelství Knižní klub.

## Děj
Kniha vypráví o životě Waltera Mosci, amerického vojáka, který sloužil po válce v okupační správě amerického sektoru v Německu.
Když Mosca přijíždí z války k rodině domů do Ameriky, nedokáže už žít normálním životem. Rodina se těší z jeho příjezdu, ale po chvíli začínají být v rodině rozpory a hádky kvůli Moscovi. A tak se Mosca rozhodne odejít jako voják do Německa. Usadí se v Brémách a v nové práci u okupační správy potkává svého kamaráda z války. Ten ho seznámí ještě s několika pracovníky a kamarády a spolu prožívají různé příhody života.
Jednoho dne se Mosca prodírá sutinami domů a narazí na hubenou hladovou dívku. Odvede ji k sobě domů a dá jí najíst. Mosca dívku Hellu u sebe v domě nechá a to způsobí, že se do sebe zamilují.
Dalších mnoho měsíců příběh ukazuje, jak se v Německu žije americkým vojákům a jak německému obyvatelstvu. To se odráží i na Moscovi a jeho přátelích. Avšak asi po roce mají Mosca s Hellou dítě a většina Moscových přátel odjíždí do Ameriky. V této chvíli však Hellu začne bolet zub a do týdne jí oteče celá tvář, že ani nemůže jíst. Mocsa se snaží dělat všechno možné, aby sehnal v nemocnici anestetika, ale bezúspěšně. Nakonec zašel za Jüngenem, jedním bývalým sluhou jeho kamaráda, který uměl na černém trhu sehnat cokoli. Jüngen slíbil, že léky sežene, ale za vysokou cenu. Jüngen však léky nedokázal sehnat, a tak je koupil na černém trhu levně a draze je prodal Moscovi. Mosca se domníval, že koupil kvalitní léky, a tak je dal Helle na zapití. Pak jel do Frankfurtu pro povolení k sňatku. Mezitím mu do Frankfurtu zavolal jeho kamarád Eddie, ať rychle přijede, že je Hella v nemocnici. Když Mosca přijel k sobě domů, potkal tam svojí bytnou, která mu sdělila, že Hella v nemocnici zemřela.
Po několika dnech, když se konečně uviděl s Eddiem, řekl mu o poslední laskavost, aby přivedl k němu domů Jüngena, jelikož chce vrátit peníze za léky. Po chvíli byl Eddie z Jüngenem u Mosci, ale nikdo nebyl doma. Najednou Eddie pochopil strašnou věc a rychle řekl Jüngenovi ať uteče z domu, ale Mosca vystřelil dřív.